# 마리 기냑
마리 기냑(Marie Gignac, 1953년 1월 1일 ~ )은 캐나다의 배우이다.
퀘벡에서 태어났다.

## 영화
- 트립틱 (2013년)
- 고백 (1995년) - 프랑소와즈 라몽타뉴 역